# Energieversorgung Offenbach
Die Energieversorgung Offenbach AG (kurz: EVO) ist ein Energieversorgungsunternehmen für Strom, Erdgas und Wärme. Das Versorgungsgebiet erstreckt sich auf die Stadt Offenbach am Main und Teile des Landkreises Offenbach sowie Hessens.

## Geschichte
Die Energieversorgung Offenbach wurde 1847 unter dem Namen Gasgesellschaft in Offenbach gegründet. Das ursprünglich private Unternehmen ging im Jahr 1879 für 700.000 Mark in den Besitz der Stadt Offenbach über und hieß von da an Städtisches Gaswerk Offenbach.
Mit der Zeit versorgte das städtische Unternehmen die Verbraucher neben Gas auch mit Wasser und Strom, weshalb 1939 die Stadtwerke Offenbach gegründet wurden.
1980 erfolgte die Privatisierung der Stadtwerke, aus der die Energieversorgung Offenbach AG hervorging. Seit dem Jahr 2000 ist die Mannheimer MVV Energie AG Hauptaktionär (48,419 %) und Konzernmutter. Der zweite Anteilseigner der EVO AG ist die Stadtwerke Offenbach Holding GmbH (SOH) mit 48,416 % der Aktien. Weitere 3,165 % der Aktien werden durch die Belegschaft gehalten und sind stimmrechtslos.

## Unternehmensstruktur

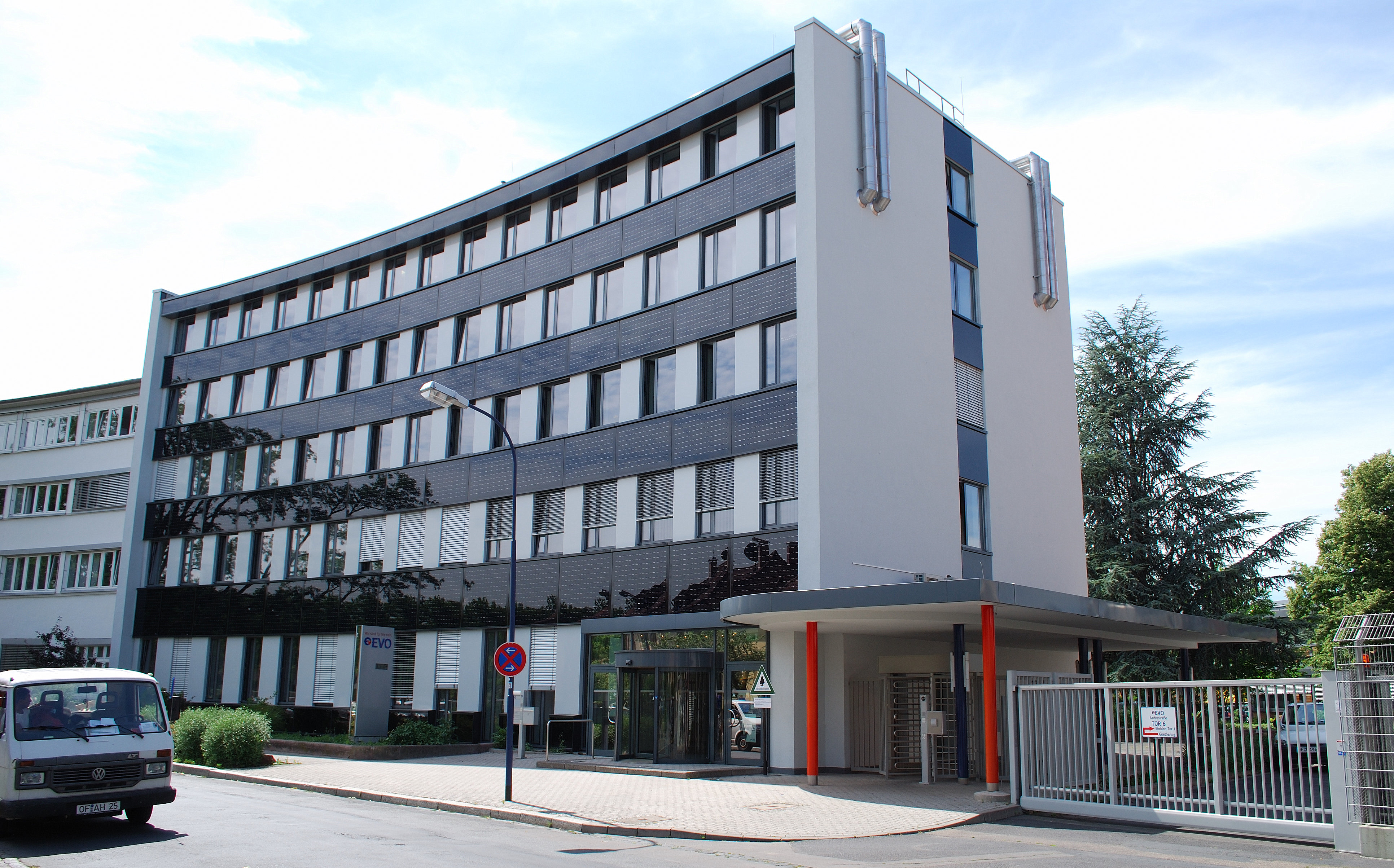
Hauptverwaltung der EVO

Wesentliche Beteiligungen der Energieversorgung Offenbach AG:
- Energienetze Offenbach GmbH (ENO) – 100 %
- Frassur Umweltdienstleistung GmbH – 100 %
- Gasversorgung Offenbach GmbH (GVO) – 74,9 %
- Cerventus Naturenergie GmbH – 50 %
- Energieversorgung Dietzenbach GmbH – 50 %
- Naturenergie Main-Kinzig GmbH – 50 %

Anteilsbesitzliste der Energieversorgung Offenbach AG:
Assoziierte Beteiligungen:
- ABeG Abwasserbetriebsgesellschaft mbH, Dietzenbach – 49 %
- Mainnetz GmbH, Obertshausen – 25,1 %
- Allegro engineering GmbH, Markranstädt – 30 %

Verbundene Unternehmen (at equity):
- IWO Pellet Rhein-Main GmbH, Offenbach am Main – 100 %

Sonstige Beteiligungen (national):
- Main-Kinzig-Entsorgungs- und Verwertungs GmbH, Gelnhausen – 49 %
- Soluvia Energie Services GmbH, Kiel – 24,5 %
- Soluvia IT-Services GmbH, Kiel – 24,5 %
- Stadtwerke Langen GmbH, Langen – 10 %
- MVV Insurance Services GmbH, Mannheim – 17,6 %
- Windpark Rosskopf GmbH & Co. KG, Gelnhausen – 50 %

## Kraftwerke
Die Kraftwerke der EVO erzeugen Fernwärme und Strom. Ein Heizkraftwerk befindet sich auf dem Betriebsgelände. Zwischen Offenbach und Dietzenbach betreibt die EVO ein Müllheizkraftwerk, in dem jährlich bis zu 252.000 Tonnen Müll verbrannt werden. Mittels der sogenannten Kraft-Wärme-Kopplung werden im Müllheizkraftwerk Strom und Fernwärme erzeugt. Im Geschäftsjahr 2016/2017 erhielt das Müllheizkraftwerk eine neue Rauchsgasreinigungsanlage und eine hocheeffiziente Dampfturbine, mit der die Stromabsatzmenge an das Netz von 40.000 auf nunmehr 90.000 MWh erhöht wurde. Die erzeugte Fernwärmemenge pro Jahr beträgt ca. 182.000 Megawattstunden.

## Regenerative Energieerzeugung
In der Gemeinde Kirchberg im Hunsrück betreibt die EVO seit 2012 zusammen mit dem Unternehmen RE IPP einen der leistungsstärksten Windparks im Südwesten Deutschlands. Die Anlage verfügt über 23 moderne Windkraftanlagen mit einer Leistung von knapp 53 Megawatt. Dies entspricht dem Jahresverbrauch von rund 35.000 Drei-Personen-Haushalten.
Auf dem Hungerberg in der Verbandsgemeinde Kirchheimbolanden in Rheinland-Pfalz betreibt die EVO zusammen mit RE IPP seit Frühjahr 2014 ihren nunmehr vierten Windpark. Damit verfügt die EVO über insgesamt 45 moderne Windkraftanlagen mit zusammen rund 95 Megawatt Leistung. Mit der Inbetriebnahme des vierten Windparks ist der Anteil des Ökostroms an der EVO-Eigenerzeugung auf nunmehr 50 Prozent gewachsen.
Im Mai 2011 hat die EVO eines der größten Pelletwerke im Rhein-Main-Gebiet in Betrieb genommen. Die Anlage verarbeitet Resthölzer und Grünschnitt zu etwa 90.000 Tonnen Holzpellets im Jahr. Das Werk befindet sich auf dem ehemaligen Allessa-Gelände in Offenbach.
Eine zentrale Rolle in Sachen erneuerbare Energien spielt das Biomasse-Heizkraftwerk in Offenbach, das ausschließlich mit naturbelassenem Holz (Holzabfälle von Sägewerken und kommunalem Grünschnitt) betrieben wird. Es erzeugt eine Wärmeleistung von 4 MW. Unter anderem versorgt es das Pelletwerk mit CO2-neutraler thermischer Energie. So werden ca. 90.000 t Holzpellets pro Jahr nahezu klimaneutral produziert.

## Wasserversorgung
Für die Wasserversorgung in Offenbach ist der ZWO (Zweckverband Wasserversorgung Stadt und Kreis Offenbach) zuständig. Für den Abfluss des Wassers im Kanalnetz ist der Eigenbetrieb kommunale Dienstleistungen der Stadt Offenbach (kurz: ESO) zuständig.

## Weitere Geschäftsfelder
Weitere Geschäftsfelder der EVO sind: Pelletservice, Contracting, Gebäudemanagement und Energieberatung. Außerdem bietet die EVO verschiedene Modelle zum Bau und Betrieb von Solaranlagen.

## Sonstiges

### Regionales Engagement und Sponsoring
Seit 2001 ist die Energieversorgung Offenbach Hauptsponsor des Regionalliga Südwest-Fußballclubs Offenbacher Kickers.
Im Rahmen von jährlichen Sponsoring-Wettbewerben unterstützt die EVO Vereine in der Region Offenbach mit finanziellen Beiträgen und vergünstigten Mannschaftstrikots.

### Besonderheiten
2010 entstand auf dem Betriebsgelände der EVO in Kooperation mit der Siemens AG und dem ASB Mittelhessen eine betriebsnahe Kindertagesstätte. In der Einrichtung werden 50 Kinder im Alter bis zu drei Jahren betreut. 25 Plätze sind für die öffentliche Vergabe reserviert, die restlichen Plätze für Kinder von Siemens- und EVO-Mitarbeitern.

### Auszeichnungen
Seit 2009 besitzt die EVO das Zertifikat des „Audits Beruf und Familie“ und seit 2010 ist sie Mitglied im Unternehmensnetzwerk „Erfolgsfaktor Familie“. Im Jahr 2017 wurden wir durch die Stadt Offenbach mit dem Zertifikat „Uff – Familienfreundliche Unternehmen Offenbach“ ausgezeichnet. Im Jahr 2013 wurde auch das Gesundheitsmanagement des Unternehmens mit dem Sonderpreis „Move Europa-Partner Excellence“ bedacht. Vergeben wird der Preis vom Europäischen Netzwerk für betriebliche Gesundheitsförderung (ENWHP) und dem BKK-Dachverband. 2009 hatte die EVO bereits den hessischen Landespreis für die „beispielhafte Beschäftigung schwerbehinderter Menschen“ erhalten.
Aufgrund der ausgezeichneten Ergebnisse in den Bereichen Umwelt, regionales Engagement und Service-Qualität wurde der Versorger mehrmals in Folge als TOPLOKALVERSORGER ausgezeichnet.

## Stromkennzeichnung
Nach § 42 EnWG zur Stromkennzeichnung sind seit dem 15. Dezember 2005 alle Energieversorgungsunternehmen in Deutschland verpflichtet, die Herkunft ihres Stroms zu veröffentlichen. Für die Energieversorgung Offenbach AG ergeben sich folgende Werte für das Jahr 2017:
|                             | bundesweiter Durchschnitt | EVO AG |
| Erneuerbare Energieträger   | 36,6 %                    | 60,4 % |
| Kernenergie                 | 12,7 %                    | 7,8 %  |
| Fossile Energieträger       | 50,7 %                    | 31,8 % |
| Radioaktiver Abfall (g/kWh) | 0,0003                    | 0,0002 |
| CO2-Emissionen (g/kWh)      | 435                       | 263    |